# Club Deportivo Bella Esperanza
El Club Deportivo Bella Esperanza, conocido como Bella Esperanza, es un club de fútbol peruano del distrito de Cerro Azul en la provincia de Cañete, departamento de Lima. Fue fundado en 1915 y actualmente juega en la Copa Perú.

## Historia
El Bella Esperanza fue fundado el 25 de junio de 1915. Se afilió en la Liga de Cañete donde participó en los años siguientes.
En 1984 clasificó a la fase final de la Copa Perú, que se jugaba íntegramente en el Estadio Nacional de Lima, junto a Los Espartanos de Pacasmayo, Alianza Atlético de Sullana, Universitario de Tacna, Guardia Republicana de Lima y Deportivo Educación de Abancay. En dicho hexagonal finalizó en el último lugar con dos puntos.
En 1988, bajo la presidencia de José Lara Quispe, el Bella Esperanza logró su ascenso a la Segunda División y en su debut en la Segunda División de 1989 llegó hasta la liguilla final. En la década siguiente tuvo el apoyo del club Alianza Lima que le cedía algunos jugadores juveniles. Logró el subcampeonato del torneo de 1997 finalizando a un punto del Lawn Tennis que obtuvo el ascenso a Primera.
El club perdió la categoría en el campeonato 2002 donde acabó el torneo con solo 5 puntos en 30 fechas retornando a la Copa Perú. En 2003 empezó su participación en la Etapa Departamental de Lima y llegó a la semifinal donde fue eliminado por Nicolás de Piérola de Huacho, posterior campeón departamental.
Retornó a la liga de San Vicente de Cañete donde en 2006 descendió a la Segunda distrital. Al año siguiente en esa categoría terminó jugando en la liguilla por el descenso donde se libró de bajar a la Tercera División distrital.
En 2008 fue creada la Liga Distrital de Fútbol de Cerro Azul y Bella Esperanza participó de su primer torneo donde quedó subcampeón detrás de CANECA. Clasificó a la Etapa Provincial donde fue eliminado en el repechaje de la primera fase por Santos FBC de Nuevo Imperial.
Llegó nuevamente a la Etapa Departamental de la Copa Perú en 2010 siendo eliminado en cuartos de final por Tornado FC de Ate. En los años siguientes no pudo superar la Etapa Provincial de Cañete. En el periodo 2013, logra obtener el título de la Liga de Cerro Azul y accediendo a la etapa provincial de Cañete. En la Segunda Fase de la Provincial, es eliminado por Atlético Independiente por 2 - 0.  
En la temporada 2014, el Bella Esperanza logra el subtítulo de la liga y clasifica a la etapa provincial de Cañete. En la primera fase elimina al club Alejandro Villanueva de Pueblo Nuevo de Conta, por un marcador total 4 - 1. Luego en la Segunda Fase, derrota en penales al Deportivo Casa Blanca de San Luis de Cañete 5 - 4, clasificando a la siguiente fase. Sin embargo, fue eliminado por Atlético Chalaco de San Vicente de Cañete, en los penales por 3 - 4. El marzo del 2015 se coronó campeón de distrito de Cerro Azul y en junio del 2015 cumplió 100 años de existencia. Clasifica en la Etapa Provincial de Cañete y es eliminado por Sporting Tabaco de Quimaná, en la Segunda Fase.
Para la temporada 2016 vuelve ser campeón de la liga distrital y accede a la etapa provincial de Cañete. El club es eliminado por Walter Ormeño por 9 - 1, en la Tercera Fase de la etapa Provincial de Cañate. En 2017, Bella Esperanza se ubica entre los mejores de la Liga Distrital de Cerro Azul y accede al torneo Provincial de Cañete. Sin embargo, es derrotado por 3 - 0 frente Sport Unión Bujama de Mala, en la Segunda Fase Provincial de Cañete. En 2018 llegó hasta la cuarta fase de la Etapa Provincial donde fue eliminado por Rizo Patrón de San Vicente de Cañete con un marcador global de 4-2. En 2019 fue eliminado en los cuartos de final de la Etapa Provincial nuevamente por Rizo Patrón.
En 2024 fue campeón distrital y provincial clasificando a la Etapa Departamental de Lima donde fue eliminado en primera fase por Vasco da Gama de Chancay con un marcador global de 2-1. Al año siguiente participó de la Etapa Departamental de Lima 2025 donde llegó hasta cuartos de final siendo eliminado en esa fase por ASA.

## Uniforme
- Uniforme Titular: Camiseta roja, pantalón blanco, medias rojas.
- Uniforme Alternativo: Camiseta blanca, pantalón blanco, medias rojas.

#### Titular
| 1915-1950 | 1980-1984 | 1985-1987 | 1990-1992 | 1997/1998 Inicial | 1997/1998 Final | 1999/2000 | 2002-2004 | 2011-2013 | 2014/2015 | 2016-Actualidad |  |

## Rivalidades
Bella Esperanza tiene una estrecha rivalidad con el club Walter Ormeño y el club Atlético Independiente, a nivel de la Provincia de Cañete.

## Datos del club
- Temporadas en Primera División: 0
- Temporadas en Segunda División: 14 (1989 - 2002)

## Sede
El club cuenta con su local propio ubicado en la cuadra 3 de la calle Alfonso Ugarte en el distrito de Cerro Azul.

## Entrenadores
- Víctor Zegarra (1996)
- Edgar Ospina (1997)
- Rodolfo Chavarry (1998-1999)
- Nestor Trujillo (1999)
- David Medina (2000)
- Eduardo Aguilar (2000)
- Luis Roth (2000)
- Julio García (2001)
- Eduardo Aguilar (2002)
- Samuel Córdova (2002-2003)
- Andrés Martínez (2003)
- Martín Hernández (2003-2004)
- Samuel Córdova (2008-2009)
- Martín Hernández (2010)
- Óscar López (2019)
- Barnaby Llosa (2024)
- Rodrigo Verdera (2024)
- Barnaby Llosa (2025)

## Palmarés

### Torneos nacionales
| Competición nacional            | Títulos | Subcampeonatos |
| ------------------------------- | ------- | -------------- |
| Segunda División del Perú (0/1) |         | 1997.          |

### Títulos regionales
| Competición regional                                      | Títulos                                               | Subcampeonatos                |
| --------------------------------------------------------- | ----------------------------------------------------- | ----------------------------- |
| Liga Departamental de Lima (4/0)                          | 1983, 1985, 1986, 1987.                               |                               |
| Liga Provincial de Cañete (3/1)                           | 1983, 2024, 2025.                                     | 2010.                         |
| Liga Distrital de Cerro Azul (9/5)                        | 2010, 2012, 2013, 2015, 2016, 2018, 2019, 2024, 2025. | 2008, 2011, 2014, 2017, 2023. |
| Liga Distrital de San Vicente de Cañete (2/0)             | 1930, 1983.                                           |                               |
| Segunda División Distrital de San Vicente de Cañete (0/1) |                                                       | 1961.                         |

## Enlaces
- Club Deportivo Bella Esperanza en Facebook
- Homenaje - Centenario
- Club Bella Esperanza Galería

- Datos: Q4883357